# Poaka
Poaka är ett monotypiskt spindelsläkte som beskrevs av Forster och Wilton 1973. Poaka ingår i  familjen mörkerspindlar.

## Arter
- Poaka graminicola (Forster & Wilton, 1973)